# Céline Hervieu
Ne doit pas être confondu avec Céline Hervieux-Payette.
Céline Hervieu, née le 19 août 1993 dans le 13e arrondissement de Paris, est une femme politique française, membre du Parti socialiste, élue députée lors des élections législatives de 2024.

## Biographie
Née d'un père français psychiatre et d'une mère psychologue brésilienne, elle possède la double nationalité franco-brésilienne.
Après une formation de psychologue clinicienne, elle a travaillé dans un premier temps dans le domaine de la santé mentale pour des hôpitaux, puis dans une ONG de solidarité internationale.  
Dans la sphère associative, elle est engagée pour la cause des réfugiés, en militant à la Cimade et France Terre d'Asile. 

### Carrière politique
Elle est élue conseillère de Paris le 28 juin 2020 dans le 6e arrondissement de Paris ; elle est nommée conseillère déléguée chargée de la petite enfance auprès de l'adjoint chargé de l'éducation, de la Petite enfance, des familles, des nouveaux apprentissages et du Conseil de Paris le 20 juillet 2020, avant de démissionner le 6 août 2024.
Lors du Congrès de Villeurbanne, elle devient porte-parole du Parti socialiste. Elle est renouvelée dans ses fonctions en 2023 à l'occasion du Congrès de Marseille.
Candidate socialiste et du Nouveau Front populaire lors des élections législatives de 2024, Céline Hervieu est élue députée de la 11e circonscription de Paris en juillet 2024 avec 50,58 % des votes contre 49,42 % pour Maud Gatel, députée sortante membre du MoDem.
Elle fait partie du groupe socialiste et siège à la commission des Affaires culturelles et de l'Éducation.
Selon L'Humanité, elle se réclame de la social-démocratie et appartient au sein du PS à une sensibilité « conciliante » avec le bilan de la présidence de François Hollande.

## Résultats électoraux

### Élections législatives
| Année | Parti | Parti    | Circonscription | 1er tour | 1er tour | 1er tour | 2d tour | 2d tour | 2d tour |
| Année | Parti | Parti    | Circonscription | Voix     | %        | Rang     | Voix    | %       | Issue   |
| ----- | ----- | -------- | --------------- | -------- | -------- | -------- | ------- | ------- | ------- |
| 2024  |       | PS (NFP) | 11e de Paris    | 24 195   | 43,70    | 1re      | 25 213  | 50,58   | Élue    |

### Élections municipales
Les résultats ci-dessous concernent uniquement les élections où elle est tête de liste
| Année | Parti | Parti | Circonscription            | 1er tour | 1er tour | 1er tour | 2d tour | 2d tour | 2d tour | Sièges | Sièges |
| Année | Parti | Parti | Circonscription            | Voix     | %        | Rang     | Voix    | %       | Rang    | CA     | CP     |
| ----- | ----- | ----- | -------------------------- | -------- | -------- | -------- | ------- | ------- | ------- | ------ | ------ |
| 2020  |       | PS    | 6e arrondissement de Paris | 2 155    | 18,63    | 3e       | 3 341   | 32,89   | 2e      | 2 / 10 | 1 / 3  |